# Verband Breslauer Ballspiel-Vereine

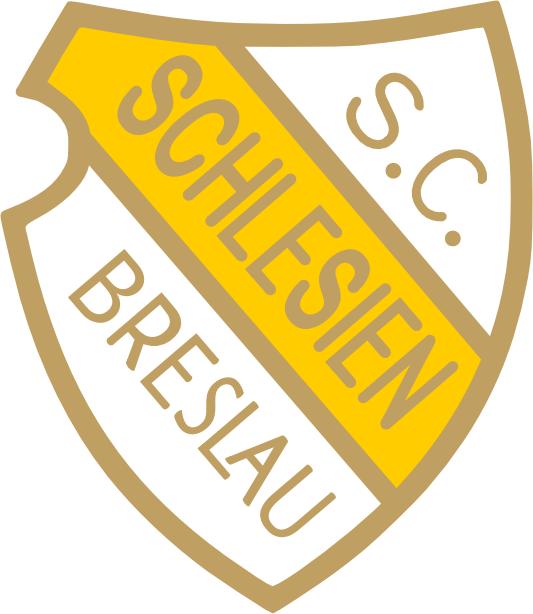
SC Schlesien Breslau – Rekordmeister des VBBV

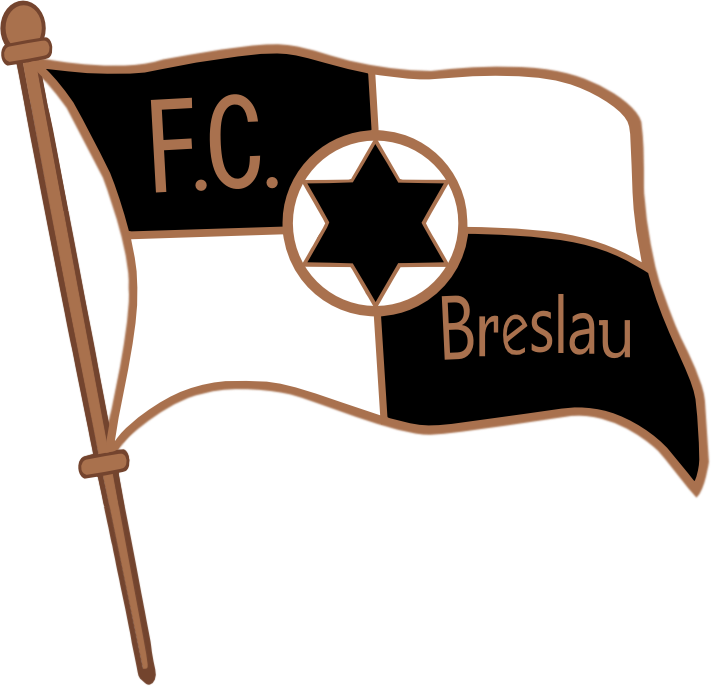
1903 wurde der FC Breslau erster Meister des Verbandes Breslauer Ballspiel-Vereine

Der Verband Breslauer Ballspiel-Vereine (VBBV) war ein lokaler Fußballverband in der schlesischen Stadt Breslau.

## Gründung
Trotz seiner Größe hatte Breslau sich jahrelang als ein unfruchtbarer Boden für den Fußball erwiesen. Erst am Rosenmontag, dem 23. Februar 1903 kam es zur Gründung eines Verbandes. Die vier Vereine SV Blitz 1897 Breslau, FC 1898 Breslau, SC Schlesien 1901 Breslau und SC Preußen 1902 Breslau gründeten an diesem Tag den Verband Breslauer Ballspiel-Vereine. Die großen Spielabteilungen der Turnvereine Alter TV, TV Vorwärts und Akademischer TV schlossen sich auf Grund der Anfeindungen aus der Turnerecke gegen die Fußballvereine und verhängter Spielverbote dem Verband nicht an.

## Entwicklung
Auch nach Gründung des Verbandes wurde die „beängstigend langsam fortschreitende Entwicklung“ des Fußballsport in Breslau beklagt. „Abgesehen von den obligatorischen Verbandsspielen besteht eine notorische Angst vor jeglicher Konkurrenz, beständig eine Unterbrechung der Ruhe auf den Lorbeeren befürchtend“ wie ein zeitgenössischer Berichterstatter schrieb. Auch die Platzfrage war, ein ungelöstes Problem. Die Breslauer Vereine bekamen nach ihrer Gründung städtische Plätze angewiesen, die „sämtlich in technischer Hinsicht nicht den geringsten Anforderungen eines Fußballplatzes nachkommen, werden jedoch von ihren Inhabern mit einer bewundernswerten Sesshaftigkeit behauptet. Grundwasser, bis zu den Fußgelenken reichender Sand usw. fallen dabei weniger ins Gewicht als die eventuelle Zahlung einer jährlichen Pacht mit dem Äquivalent, einen brauchbaren Platz zu besitzen.“
Von Ende März bis Ende Mai 1903 wurde bereits die erste Meisterschaft in zwei Klassen ausgetragen. Der 1. Klasse gehörten, Blitz, FC 1898 und Schlesien an, der jüngste Verein Preußen spielte mit den Reservemannschaften der drei anderen Clubs in der 2. Klasse. In überlegener Manier wurde der FC 1898 Breslau Meister in beiden Spielklassen.
Am Ende der zweiten Saison 1903/04 musste auf Grund von Punktgleichheit ein Entscheidungsspiel um die Meisterschaft zwischen Schlesien und dem FC 1898 ausgetragen werden. In der zweiten Spielhälfte wurde die Begegnung beim Spielstand von 2-1 für Schlesien abgebrochen, nachdem der Kapitän Schlesiens „kampfunfähig“ gemacht worden war. Schlesien wurde daraufhin zum Breslauer Meister erklärt. Nach Protest sollte das Entscheidungsspiel am 29. Mai wiederholt werden, zu dem der FC 1898 aber nicht antrat. Dieser trat vielmehr am 7. Juni 1904 aus dem Verband Breslauer Ballspiel-Vereine aus. Gespielt wurde in dieser Saison erstmals in drei Klassen.
Durch den Beitritt des SC Germania 1904 Breslau im Juni 1904 gehörten dem VBBV weiterhin vier Vereine an. Germania wurde direkt in die 1. Klasse aufgenommen, ebenso der SC Preußen, obwohl dieser in der vorherigen Saison nur den letzten Platz in der 2. Klasse belegt hatte. Vor Beginn der Saison 1904/05 wurden in einer Einfachrunde sog. Diplomspiele ausgetragen, um den Vereinen die Gelegenheit zu geben ihre Spieler zu testen und danach die Teams für die ersten Mannschaften zu melden.
In der Saison 1905/06 gab es bereits vier Spielklassen. Der FC 1898 Breslau war dem Verband wieder beigetreten und neu aufgenommen wurde der SC 1904 Breslau. Damit bestand die 1. Klasse aus sechs Vereinen. Weiterhin trat der SC Viktoria 1904 Breslau dem Verband bei, wurde aber der 2. Klasse zugeordnet.
Auf dem letzten Verbandstag des Verbandes Breslauer Ballspiel-Vereine am 26. August 1906 löste sich dieser auf, dafür wurde der Bezirk Breslau im Südostdeutschen Fußball-Verband neu gebildet.

## Endrunde um die deutsche Meisterschaft
Erst in der Saison 1904/05 nahm auch der Breslauer Meister erstmals an der Endrunde um die deutsche Meisterschaft teil. In der I. Vorrunde besiegte der SC Schlesien 1901 Breslau in Dresden den SC Alemannia Cottbus deutlich mit 5:1, verzichtete aber in der II. Vorrunde auf das Spiel gegen den Magdeburger FC Viktoria 1896.
1905/06 trat der SC Schlesien 1901 Breslau erneut auf neutralem Platz in Dresden an, diesmal gegen BFC Hertha 1892. Schlesien war den Berlinern nicht gewachsen und unterlag klar mit 1:7.
Auch 1906/07 stand der Breslauer und gleichzeitig Südostdeutsche Meister SC Schlesien 1901 dem Berliner Titelträger im Viertelfinale gegenüber, hielt sich bei der knappen 1:2-Niederlage gegen den BTuFC Viktoria 89 in Berlin aber beachtlich.

## Breslauer Fußballmeister des VBBV 1903–1906
| Jahr    | Meister des VBBV     | Abschneiden Deutsche Meisterschaft | Deutscher Meister        |
| ------- | -------------------- | ---------------------------------- | ------------------------ |
| 1903    | FC Breslau 98        | keine Teilnahme                    | VfB Leipzig              |
| 1903/04 | SC Schlesien Breslau | keine Teilnahme                    | kein Meister             |
| 1904/05 | SC Schlesien Breslau | 2. Ausscheidungsrunde              | Berliner TuFC Union 1892 |
| 1905/06 | SC Schlesien Breslau | Viertelfinale                      | VfB Leipzig              |